# Bùi Anh Chung
Bùi Anh Chung (sinh năm 1963) là một sĩ quan cao cấp trong Quân đội nhân dân Việt Nam, quân hàm Thiếu tướng, nguyên là Phó Tư lệnh Quân chủng Phòng không – Không quân.

## Tiểu sử
Trước năm 2012, Bùi Anh Chung là Sư đoàn phó, Tham mưu trường Đoàn không quân Thăng Long. Năm 2012, ông là Sư đoàn trưởng Sư đoàn Không quân 371. Năm 2015, ông được bổ nhiệm giữ chức Phó Tư lệnh Quân chủng Phòng không – Không quân. Năm 2016, ông được thăng quân hàm Thiếu tướng. Ngày 31 tháng 3 năm 2023, Phó Thủ tướng Trần Lưu Quang đã ký quyết định số 90/QĐ-TTg về việc Phó Tư lệnh Quân chủng Phòng không – Không quân Bùi Anh Chung sẽ nghỉ hưu theo chế độ từ ngày 1 tháng 4 cùng năm.